# Шихлинская, Сабина Александровна
Сабина Александровна Шихлинская (родилась 26 апреля 1962 года) — азербайджанский художник, независимый куратор. Живёт и работает в Баку, Азербайджан. Заслуженный художник Азербайджана (2006).

## Биография
Родилась и живёт в Баку, Азербайджан. Член Союза Художников Азербайджана, имеет звание Заслуженного художника Азербайджана. 
Художественное образование получила в Ленинградском высшем художественно-промышленном училище им. В. Мухиной, на факультете монументальной живописи, и в Азербайджанском государственном университете культуры и искусств.

## Творчество
С 1983 года активно выставляется в Азербайджане и за рубежом. Некоторые из художественных произведений С. Шихлинской — живопись, графика, фото- и видеоинсталляции — находятся в государственных и частных собраниях: в Государственной Третьяковской Галерее (Россия), в Музее Современного Искусства (Баку, Азербайджан), в коллекции HumaKabakci (Турция) и др.
С 1993 года является куратором более 50 выставок и проектов в Азербайджане и за рубежом. В 1996 г. по её инициативе была создана независимая художественная группа «Лабиринт». В период с 1999 по 2005 при участии группы «Лабиринт» и иностранных художников Шихлинская курировала пять Ланд Арт симпозиумов и презентаций в Азербайджане.

«Голая» работы Сабины Шихлинской. 1987. Бакинский музей современного искусства

В 2007 Шихлинская являлась куратором первого Азербайджанского павильона на 52-й Венецианской Биеннале, Италия.
В 2008 она курировала выставку «USSR-remix», позже в том же году «USSR-remix» был показан в Дрезденском Музее Искусств, Германия, в рамках проекта выставки современного азербайджанского искусства «Steps of Time», также курируемого Шихлинской.
В 2009 Шихлинская провела в Баку, Азербайджан, Международный Форум Современного искусства по гендерной тематике — «Девичья Башня», включавшего в себя конференцию и выставку «To Be a Woman» в Центре Современного Искусства и в Центральном офисе ООН.
В 2010 она продолжила тему гендера и курировала международную выставку видео арта — «Openly» — «To Be a Woman» в рамках «Стамбул 2010 — Культурная Столица Европы» прошедшую в Антрепо 5, «Sanat Limani», Стамбул, Турция. В 2010 Шихлинская также презентовала новую дополненную версию «USSR-remix», представляющую современное азербайджанское искусство, в Центре Современного Искусства «Tou Scene», Ставангер, Норвегия.

## Основные выставки и проекты
- 2010 — «USSR-remix», современное азербайджанское искусство, Центр Современного Искусства «Tou Scene», Ставангер, Норвегия
- 2010 — 1-е Международное Ланд Арт Биеннале, Национальная Галерея, Улан-Батор, Монголия
- 2010 — «Openly» Международная выставка видео арта «To Be a Woman» в рамках «Стамбул 2010 — Культурная Столица Европы», Антрепо 5, «Sanat Limani», Стамбул, Турция
- 2009 — Международный Фестиваль Искусств «Transkaukazia», Центр Современного искусства «Замок Уездовски», Варшава, Польша
- 2009 — Международный Форум Современного искусства «Artisterium», Тбилиси, Грузия
- 2009 — Международный Форум Современного искусства «Девичья Башня», конференция, выставка «To Be a Woman», Центр Современного Искусства, Центральный офис ООН, Баку, Азербайджан
- 2008 — Международный Художественный Форум, Каппадокия, Турция
- 2008 — «Steps of Time» Современное Искусство Азербайджана, Дрезденский Музей, Германия
- 2008 — Международный Фестиваль Искусств «Сараевская Зима», Сараево, Босния-Герцеговина
- 2007 — 52-я Венецианское Биеннале, 1-й Павильон Азербайджана « Omnea Mea», Beнеция, Италия
- 2007 — 3-я Биеннале Современного Искусства «Alluminium», Музейный комплекс «Дворец Ширваншахов» Баку, Азербайджан
- 2006 — 4-я Биеннале Исламских Стран, Тегеран, Иран
- 2005 — Международный Фестиваль, Павилион Азербайджана, Иерусалим, Израиль
- 2005 — 2-я Биеннале Современного Искусства «Alluminium», «Land Art Oil», «Галерея Giz Galasi», Баку, Азербайджан
- 2004 — «Наргин» Международный Ланд Арт, остров Наргин, Апшерон, Азербайджан
- 1999—2003 — Ланд Арт симпозиумы и выставки, Баку и регионы, Азербайджан
- 1996 — «Лабиринт» групповая инсталляция, выставка, Галерея им. С.Бахлулзаде, Баку, Азербайджан